# Équipe d'Israël féminine de volley-ball
L'équipe d'Israël féminine de volley-ball est composée des meilleures joueuses israéliennes sélectionnées par la Fédération israélienne de volley-ball (Israel Volleyball Association, IVA). Elle est actuellement classée au 45e rang de la Fédération internationale de volley-ball au 11 juillet 2022.

## Sélection actuelle
Sélection pour les Qualifications aux championnats d'Europe de 2011.
Entraîneur : Arie Selinger  ; entraîneur-adjoint : Gal Galili 

## Palmarès et parcours

### Parcours

#### Championnats du monde
| - 1952 : Non participant - 1956 : 14e - 1960 : Non participant - 1962 : Non qualifié - 1967 : Non qualifié - 1970 : Non qualifié - 1974 : Non qualifié - 1978 : Non qualifié - 1982 : Non qualifié - 1986 : Non qualifié | - 1990 : Non qualifié - 1994 : Non qualifié - 1998 : Non qualifié - 2002 : Non qualifié - 2006 : Non qualifié - 2010 : Non qualifié |

#### Championnats d'Europe
| - 1949 : Non qualifié - 1950 : Non qualifié - 1951 : Non qualifié - 1955 : Non qualifié - 1958 : Non qualifié - 1963 : Non qualifié - 1967 : 8e - 1971 : 11e - 1975 : Non qualifié - 1977 : Non qualifié | - 1979 : Non qualifié - 1981 : Non qualifié - 1983 : Non qualifié - 1985 : Non qualifié - 1987 : Non qualifié - 1989 : Non qualifié - 1991 : Non qualifié - 1993 : Non qualifié - 1995 : Non qualifié - 1997 : Non qualifié | - 1999 : Non qualifié - 2001 : Non qualifié - 2003 : Non qualifié - 2005 : Non qualifié - 2007 : Non qualifié - 2009 : Non qualifié - 2011 : 16e |

#### Ligue européenne
| - 2009 : non participant - 2010 : 4e - 2011 : 10e - 2012 : 9e - 2013 : 8e |